# 炎えろ!近鉄バファローズ
「炎えろ!近鉄バファローズ」（もえろきんてつバファローズ）は、かつてNPBに所属していた近鉄バファローズ（現在のオリックス・バファローズの前身球団の一つ）の球団公式応援歌である。

## 解説
近鉄バファローズ関連の楽曲は1975年（昭和50年）に初の球団歌として「近鉄バファローズの歌」が制作された。4年後のチームが初のリーグ優勝を果たした1979年（昭和54年）、この「炎えろ!近鉄バファローズ」は公式応援歌としてCBSソニーよりレコードが発売されている。当楽曲は大阪近鉄バファローズとなった1999年（平成11年）まで本拠地試合のラッキーセブンに場内演奏されていた。
曲調は軍歌調のメロディとなっており、歌詞も含めてバファローズの野武士のようなチームカラーを表したものとなっている。
なお、同球団は1999年から2004年にかけて毎年日本コロムビア（2002年以降はコロムビアミュージックエンタテインメントに社名変更）より『大阪近鉄バファローズ選手別応援歌 (年度) ライトスタンドスペシャル』というタイトルの応援歌CDをリリースしてきたが、当楽曲も毎年収録されている。